# Forcipomyia hurdi
Forcipomyia hurdi är en tvåvingeart som beskrevs av Wirth 1952. Forcipomyia hurdi ingår i släktet Forcipomyia och familjen svidknott.
Artens utbredningsområde är Kalifornien. Inga underarter finns listade i Catalogue of Life.